# Rue Edmond-Valentin
La rue Edmond-Valentin est une voie du 7e arrondissement de Paris, en France.

## Situation et accès
La rue Edmond-Valentin est une voie publique située dans le 7e arrondissement de Paris. Elle débute au 14 bis, avenue Bosquet et se termine au 23, avenue Rapp.
Le quartier est desservi par la ligne 8 à la station La Tour-Maubourg.

## Origine du nom

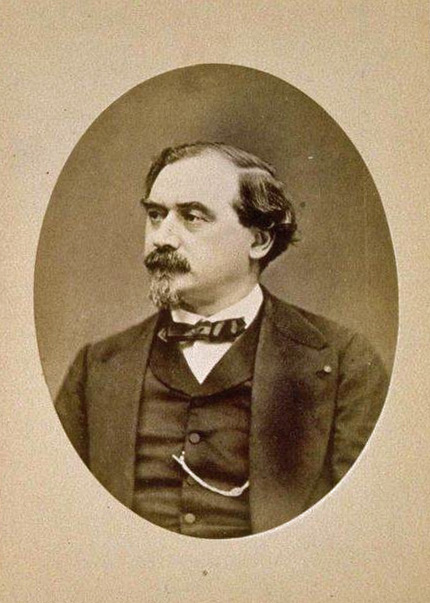
Marie-Edmond Valentin.

Elle porte le nom de Marie-Edmond Valentin (1823-1879), préfet du Bas-Rhin en 1870. 

## Historique
Cette rue est ouverte en 1896, par une société immobilière, sur l'emplacement de l'hôpital militaire du Gros-Caillou fermé en 1892 et démoli en 1896. Elle a pris sa dénomination actuelle par un arrêté du 10 juin 1897 et a été classée dans la voirie parisienne par un décret du 3 novembre 1897.

## Bâtiments remarquables et lieux de mémoire

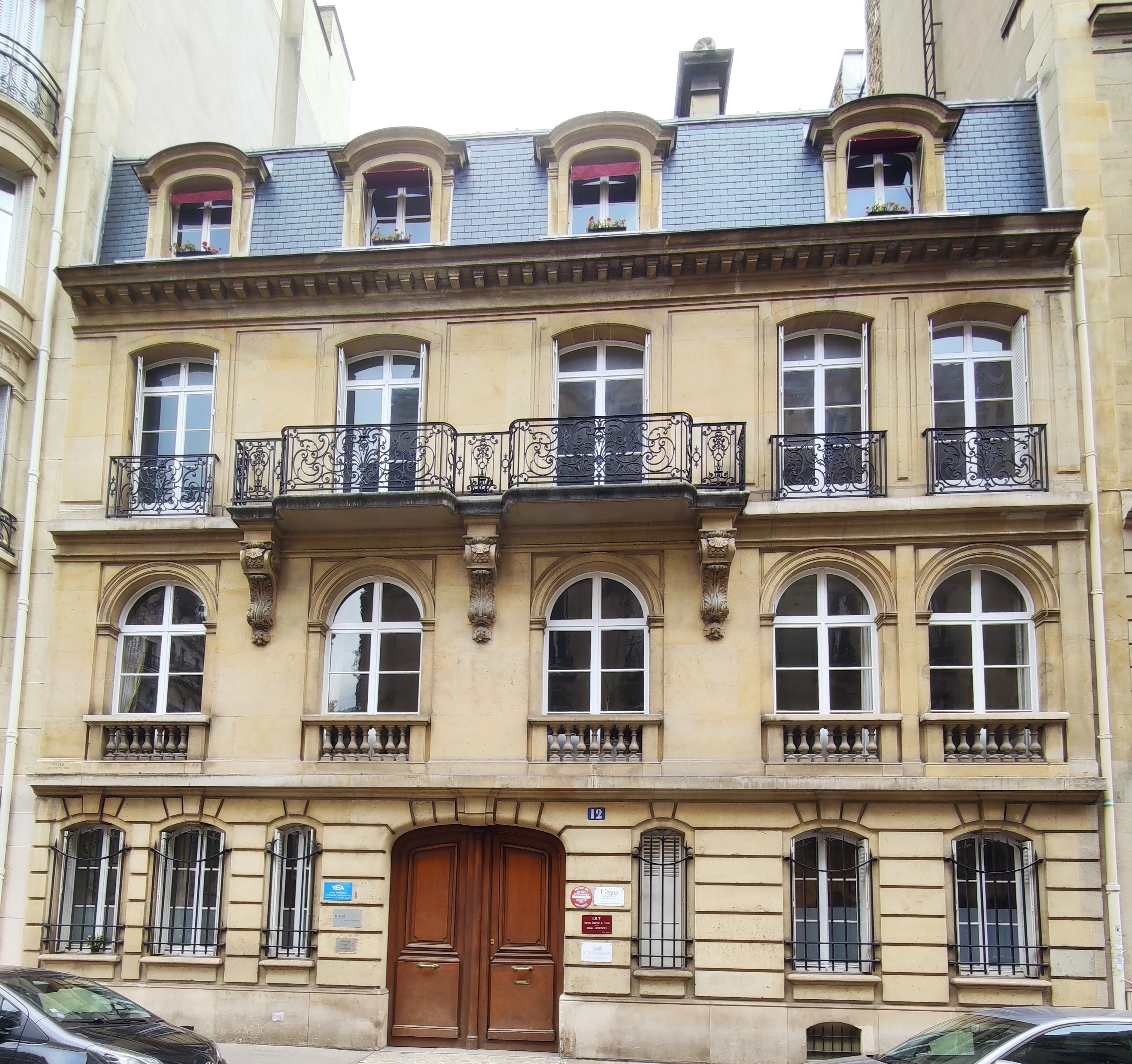
No 12.

- No 7 : l'écrivain irlandais James Joyce (1882-1941) a habité à cette adresse[1], de 1935 à 1939.
- No 8 : hôtel particulier qui a appartenu au président gabonais Omar Bongo et sa famille, soupçonné par la justice française d'être un bien mal acquis[2],[3].
- No 11 : immeuble primé au concours de façades de la ville de Paris de 1901[4].
- No 12 : immeuble construit en 1898 par l'architecte Meyer, signé en façade.